# Однобічник загострений
Однобічник загострений (Pleuridium acuminatum) — вид мохів порядку дикранальних (Dicranales).

## Поширення
Батьківщиною є Європа, Макаронезія, Північна Америка, Нова Зеландія.
Населяє купини на відкритому порушеному ґрунті, старих полях, уздовж залізниць і доріг на піщаних берегах.

## Характеристика
Стеблові листки прямовисні, розпростерті, увігнуті, зрідка складчасті, пластинка 2-шаруваті дистально (у крайніх формах виглядають багатошаровими), 1-шаруваті біля основи; проксимальні листки від яйцеподібних до дельтоподібних, довгозагострені, 0.18–1.1 × 0.1–0.28 мм, проксимально цілокраї, дистально пилчасті; дистальні стеблові листки дельтоподібні до яйцюватих, довгозагострені, 0.58–1.88 × 0.15–0.35 мм, цілокраї проксимально, пилчасті дистально. Коробочкові ніжки 0.075–0.5 мм. Спори 20–30(35) мкм, густососкоподібні, світло-оранжево-коричневі в масі.